# Karl Ehregott Andreas Mangelsdorf
Karl Ehregott Andreas Mangelsdorf (* 16. Mai 1748 in Dresden; † 28. August 1802 in Königsberg (Preußen)) war ein deutscher Pädagoge, Rhetoriker und Historiker.

## Leben
Der Sohn eines angesehenen Schneidermeisters hatte seit dem 26. März 1763 die kurfürstliche Landesschule Pforta besucht. 1768 begann er Studien an der Universität Leipzig und wechselte 1770 an die Universität Halle, wo er unter Christian Adolph Klotz 1770 den akademischen Grad eines Magisters der Philosophie erwarb. In Halle begann er Privatvorlesungen über Literatur und Geschichte zu halten. 1772 trat er mit Johann Bernhard Basedow, dessen Elementarwerk er ins Lateinische übersetzen suchte, in Verbindung und wurde Lehrer am Dessauer Philanthropinum.
Da er sich mit Basedow zerstritten hatte, kehrte er 1777 wieder nach Halle als Privatdozent zurück. 1782 wurde er von dem Minister Karl Abraham von Zedlitz an die Universität Königsberg als Professor der Rhetorik und Geschichte versetzt. In dieser Eigenschaft beteiligte er sich auch an den organisatorischen Aufgaben der Königsberger Hochschule und wurde in den Sommersemestern 1794 sowie 1800 Rektor der Universität.
Nach zwanzigjähriger Wirkungszeit in Königsberg verstarb er und hinterließ eine Witwe mit zwölf Kindern.

## Werke
- Hero und Leander, ein prosaisches Gedicht. Leipzig 1769
- Diss. de Magistro memoriae ad illustrandam notitiam dignitatum utriusque imperii dissertatio antiquaria. Halle 1770
- Diss. de jurejurando per gladium. Halle 1770
- An den Herrn Geheimen Rath Klotz an seinem 32sten Geburtstag. Halle 1770
- Diss. de consacramentalium orgine non Germanica. Halle 1771
- Vita et memoria Chr. Ad. Klotzii. Halle 1772
- Libri elementaris pars prima, s. prima educationis elementa tradita a Bernhardo Basedovio, in latinum sermonem translata. Halle 1772
- Chr. Ad. Klotzii opuscula philological et oratoria edita. Halle 1772
- Schriften zur Bildung des Herzens und des Verstandes. Leipzig 1772
- Miscellaneen 1ster Paqu-t. Halle 1774
- Ad Bibliothecam elementarem liber Methodicus interprete G. E. Mangelsdorfio. Dessau 1774
- Scholae philantropicae liber provocabularis Cellarianus, redactis ad enuntiata latinitatis primitivis cum derivatis; annexis grammatices Rhetoricesque praeceptis ad plerorumque usum sufficientibus. Dessau. 1776
- Erstes Wort an das Publikum, im Königl. Dänischen Professor Basedow betreffend. Leipzig 1777,  2tes Wort, u. s. w. Leipzig 1777
- Lexicon latinae linguae, nova ratione digestum, additis eruditorum virorum observationibus circa  puritatem et cultum elocutionis. Leipzig 1777
- Selecta capita ex scriptoribus antiquis latinis, in usum scholarum, cum indice verborum difficiliorum. Halle 1779
- Lehrbuch der alten Völkergeschichte zu akademischen Vorlesungen. Halle 1779
- Versuch einer Darstellung dessen, was seit Jahrtausenden in Betreff des Erziehungswesens gesagt und gethan worden ist. Leipzig 1779
- Observatiuncularum de statu reguorum Europaeorum pristino specimen I. Halle 1779
- Entwurf der neuen europäischen Staatengeschichte, zum Gebrauch akademischer Vorlesungen. Halle 1780
- Historisch statistisch moralisches Lesebuch zur Unterhaltung für die erwachsene Jugend und andere. 1. Stck. Halle 1780, 2. Stck. Halle 1782, 3. Stck. Halle 1784
- Anmerkungen über das Studium der Geschichte, 1stes Blatt. Halle 1780
- Anekdoten und kleine Erzählungen zur Uebung des Witzes und der Beurtheilungskraft. Ein Maigeschenk für Kinder. Halle 1781
- Abriß der allgemeinen Weltgeschichte, ein Lehrbuch für diejenigen Schulen, wo das Zopsische bisher noch eingeführt gewesen ist. Halle 1782 (Online)
- Memoria D. Christ. Ren. Braunii. Königsberg 1782
- Allgem. Geschichte der europäischen Staaten, ein durchaus verständliches Lesebuch zur Unterhaltung.
  - 1. Heft, der Staat von Portugal!. Halle 1784, 1802
  - 2. Heft, der Staat von Spanien. Halle 1786, 1802
  - 3. Heft, der Staat von Frankreich. Halle 1786
  - 4.  Heft, Beschluß von Frankreich; der Staat von England. Halle 1786
  - 5. Heft, Beschluß von England. Halle 1786
  - 6.  Heft, der Staat von Holland. Halle 1789
  - 7. Heft, der Staat von Russland. Halle 1790
  - 8. Heft, Beschluß des Staats von Rußland, nebst einem Anhang von Lief- und Kurland. Halle 1790
  - 9. Heft, der Staat von Schweden. Halle 1792
  - 10.  Heft, Beschluß des Staats von Schweden. Halle 1792
  - 11. Heft, der Staat von Dänemark. Halle 1793
  - 12. Heft,  der Staat von Polen. Halle 1794
- Synchronistische Wiederholungstabellen im Großen. Halle 1784
- Gedächtnißrede auf Friedrich II. König von Preussen, gehalten im großen akademischen Hörsaal. Leipzig 1786
- Preußische National. Blätter, oder Magazin, für die Erdbeschreibung, Geschichte und Statistik des Königreichs Preußen, 1 Bd., 1. und 2. Stck. Halle 1787
- Ueber den Geist der Revolutionen. Königsberg 1790
- Rebe von der natürlichen und bürgerlichen Gleichheit der Menschen. Königsberg 1793
- Oratio de sapientia, quam Fridericus a Groeben in condendo literarum bonique moris seminario viris intelligentioribus comprobavit. Königsberg 1793
- Progr. von der Wohlthätigkeit des verstorbenen Preuss. Staatsministers und Oberburggrafen von Rohd. Königsberg 1793
- Progr. von der Tugend der Dankbarkeit. Königsberg 1793
- Hausbedarf aus der allgem. Geschichte der alten Welt für meine Kinder und andere von 15 Jahren, allenfalls auch etwas darüber, 1. 2. Teil. Halle 1796 (1795), 3. und 4. Teil. Halle, 1796. 5. Teil Halle 1797, Vor dem 5. Teil befindet sich sein Bildnis, 2. Aufl.  Halle und Leipzig 1802. 5 Teile
- Lobrede auf König Friedrich I. in Preussen, am l8ten Jenner, dem Stiftungstage der Preuß. Königskrone, im großen Hörsaale der Königl. Landesuniversität gehalten. Königsberg 1796
- Kleiner Hausbedarf aus der allgemeinen Geschichte der alten Welt; ein Lehr, und Lesebuch zum aller unbedenklichsten Schul, und Familiengebrauch für Kinder von 12 bis 15 Jahren. Halle 1797
- Aller Zeit – Exempelbuch; brauchbar für die Zwischenstunden im mündlichen Unterrichte, nach Anleitung des kleinen Hausbedarfs aus der allgemeinen Geschichte. 1. Teil Halle 1797, 2. Teil Halle 1799
- Vorbereitende Uebungen zum Aufmerken und Nachdenken für junge Leute von wenigstens 12 Jahren, ein Schul, und Familienbuch. Königsberg 1798
- Versuch einer kurzen, aber nicht mangelhaften Darstellung der teutschen Geschichte, für gebildete Leser. Leipzig 1799. 1. Teil, l Alph.; 2. Teil, 1. Alph.
- Geschichte unsers teutschen Vaterlandes, 1. Band. Leipzig 1799
- Abriß der teutschen Geschichte, zur weitern Erklärung in Schulen, demnächst aber auch zur eignen hinreichenden Uebersicht bestimmt. Leipzig 1800
- Hausbedarf aus der allgem. Geschichte neuerer Zeit; ein Buch zur Belehrung und Unterhaltung. Halle 1800 und 1801, 4. Bde. Auch unter dem Titel: Hausbedarf aus der allgem. Geschichte, 6. 7. und 8. Band.
- Europäische Geschichte des 18. Jahrhunderts; keine controllenmäßige Revision, sondern eine zur Selbstbelehrung zureichende und verständliche Darstellung für jeden gebildeten Leser; dabei aber doch zugleich Lehrbuch für akademische Vorlesungen. Halle und Leipzig 1803 (1802) Mit seinem Bildnis

## Weblink
- Index Königsberger Professoren